# Возвращение кунг-фу дракона
«Возвращение кунг-фу дракона» (англ. Return of the Kung-Fu Dragon, кит. трад. 車馬砲, упр. 车马砲, палл. Цзюй ма пао) — тайваньский художественный фильм с участием Шангуань Линфэн, Чжан Ли и Чэнь Сина.

## Сюжет
Золотой город, столица острова Феникс в Южно-Китайском море, атакован генералом Хэем и его союзником-магом. Они свергают правителя города и расправляются с тремя его преданными генералами, последний из которых, Ма Синкун, погибает, спасая юную принцессу, но вынужден отказаться от своей собственной дочери. Принцесса попадает под опеку старика-даосиста Сян Шоутяня, который впоследствии создаёт туман вокруг горного логова для безопасности принцессы на протяжении последующих девятнадцати лет. Со временем принцесса вырастает, изучая кунг-фу вместе с другом по имени Бин. Туман полностью ичезает, и принцесса возвращается в родной город, чтобы отыскать трёх потомков убитых генералов и восстановить справедливость.

## В ролях
| Актёр           | Роль                        |
| --------------- | --------------------------- |
| Шангуань Линфэн | Ма Чаньчжэнь                |
| Чжан Ли         | Гуань Шаньюэ                |
| Чэнь Син        | генерал Чэ Нянь             |
| Ли Чжунцзянь    | генерал Бао Тин / Бао Дашэн |
| Сыма Юйцзяо     | принцесса Шуай Юй           |
| Цай Хун         | маг                         |
| Дун Ли          | генерал Хэй                 |
| Чуань Юань      | генерал Ма Синкун           |
| Тянь Е          | император Золотого города   |
| Линь Цзи        | Янь Цзи (камео)             |
| Сяо Ван         | Бин                         |
| Тао Чжэнь       |                             |
| Чэнь Вэньхо     |                             |
| Юань Сэнь       | Сян Шоутянь                 |
| Ян Фан          | ученица мага                |
| Эр Мао          |                             |
| Лу Цзюлун       |                             |
| Ма Личу         |                             |

## Отзывы
Фильм получил смешанные отзывы кинокритиков.